# Nymindegab
Nymindegab is een plaats in de Deense regio Zuid-Denemarken, gemeente Varde. De plaats telt 258 inwoners (2008).
Nymindegab is een voormalig vissersdorp en ligt aan een voormalige doorgang naar de Ringkøbing Fjord. Tegenwoordig bestaat de voornaamste bron van inkomsten uit toerisme. Er zijn voorzieningen als een supermarkt, bakkerij en Nymindegab had van 1940 tot 1954 zelfs een spoorwegstation met een treinverbinding naar Varde. De spoorlijn is thans door toeristen te berijden met fietslorries tot aan het station van Nørre Nebel, dat nog in gebruik is.
- Virtual International Authority File: 239963740